# Kenny Easterday
Kenneth «Kenny» Easterday (Pensilvania, 7 de diciembre de 1973 - Ibidem, 12 de febrero de 2016) fue un hombre estadounidense que nació con el síndrome de regresión caudal o agenesia sacra.

## Vida y carrera
Easterday nació en Aliquippa, Pensilvania, el 7 de diciembre de 1973. La amputación de sus piernas se realizó en dos etapas. En la primera cirugía se le removieron las tibias, las que fueron usadas para reemplazar su columna vertebral faltante. Al momento de esta intervención, se esperaba que Easterday viviría entre seis meses y un año. Cuando cumplió seis meses de vida, Kenny fue sometido a una segunda cirugía, donde se le amputó el resto de sus piernas a la altura de la cadera. Su esperanza de vida entonces era de veintiún años.
Durante su infancia se le ofreció un par de piernas prostéticas, pero las rechazó. En su lugar, aprendió a movilizarse con sus manos o ayudado por una patineta.
Easterday se hizo conocido en 1988 tras el estreno de la película canadiense Kenny (también conocida como The Kid Brother), donde interpretó una versión ficticia de sí mismo. En televisión, participó regularmente en el programa The Jerry Springer Show. También fue protagonista de un especial del canal TLC llamado The Man with Half a Body ('El hombre con medio cuerpo'), estrenado en 2010.
Falleció en Pittsburgh, Pensilvania, el 12 de febrero de 2016 a los 42 años.